# EPRG-Typologie
Das EPRG-Modell ist ein von Howard V. Perlmutter begründetes Modell der Strategieentwicklung internationaler Unternehmen. Das Modell gilt in der wirtschaftswissenschaftlichen Literatur als eines der bedeutendsten und einflussreichsten Konzepte des internationalen Managements. Es beschäftigt sich insbesondere mit der Frage, ob die Unternehmenskultur und -strategie des Stammlandes den Ländern der verschiedenen Tochtergesellschaften angepasst oder oktroyiert wird.

## Name
Die Bezeichnung des Modells ist ein Akronym aus den vier verschiedenen Unternehmensstrategien. Zunächst unterschied Perlmutter nur zwischen drei Archetypen: die Ethnozentrische, Polyzentrische und Geozentrische Unternehmensstrategie. Diese wurden später von ihm und weiteren Autoren um die Regiozentrische Strategie ergänzt. Daher wird das Modell manchmal nur als EPG-Modell bezeichnet.

## Die vier Strategietypen
Nach dem EPRG-Modell werden zwischen den Extremen einer polyzentrischen, also regionsspezifischen und der zentralistischen, weltweiten einheitlichen Organisationsstruktur vier Strategien unterschieden:
- Ethnozentrisch:

Die Stammkultur wird auf alle Tochtergesellschaften übertragen, deren Schlüsselpositionen bevorzugt mit Angehörigen des Stammlandes besetzt werden. Geschäftsentscheidungen werden durch den Mutterkonzern getroffen und nicht oder nur gering regional angepasst.
- Polyzentrisch

Tochterfirmen genießen eine gewisse Eigenständigkeit, beschäftigen überwiegend inländische Führungskräfte und passen ihre Aktivitäten den lokalen Gegebenheiten an.
- Regiozentrisch

Strategien, Verhalten und Mitarbeiterpool der Tochterfirmen werden in bestimmten Regionen (zum Beispiel Kontinenten) vereinheitlicht.
- Geozentrisch

Die unterschiedlichen Ländermärkte, in denen die Organisation vertreten ist, werden unter Beachtung der weltweiten Unternehmensstrategie und individueller Unterschiede integriert. Personal wird weltweit leistungsbezogen eingesetzt, ohne Beachtung der Nationalität.

### Primärliteratur
- H. V. Perlmutter: The Tortuous Evolution of Multinational Enterprises. In: Columbia Journal of World Business. 4. Jg., Heft 1, 1969, S. 9–18. (PDF; 1,4 MB, englisch).
- H. V. Perlmutter, D. A. Heenan: How Multinational Should Your Top Managers Be? In: Harvard Business Review. 52. Jg., Heft 6/1974, S. 121–132.
- D. A. Heenan, H. V. Perlmutter: Multinational Organization Development – A Social Architectural Perspective. Reading 1979, ISBN 0-201-02953-7.

### Sekundärliteratur
- J. Eaton: Comparative Employment Relations: An Introduction. Blackwell Publishers, Cambridge 2000, ISBN 0-7456-2293-3.
- M. Kutschker, S. Schmid: Internationales Management. 6. Auflage. München 2008, ISBN 978-3-486-58660-2.